# 妻ありてこそ
「妻ありてこそ」は、1989年5月25日に日本テレビ系の「木曜ゴールデンドラマ」にて放映された単発テレビドラマ。横浜市にある放送ライブラリーで閲覧が可能である。

## キャスト
- 大崎品子：沢田亜矢子
- 西田知子：宮下順子
- ：ひかる一平
- ：大林丈史
- ：中真千子
- ：永倉里夏
- ：川島一平
- 藤川医師：渥美国泰
- ：岡本まい子
- ：野坂研
- ：大石源吾
- ：牧野友美
- ：松川加奈
- ：熊本翔斗
- 八木専務：佐原健二
- 大崎重夫：竜雷太

## スタッフ
- 企画：小泉勲（よみうりテレビ）
- プロデューサー：青木君雄（サンライフ）、中島智之（サンライフ）
- 脚本：原教子
- 音楽：菊池俊輔
- 技術：遠藤文章
- 撮影：小島勲
- 音声：島孝之
- 照明：伊藤晴久
- 調整：佐久間治雄
- VTR：金澤哲人
- 編集：島田明徳
- MA：大森良憲
- 効果：小島幸子
- 美術デザイン：川端淳朗
- 美術デスク：荒井博
- 装飾：和田邦夫
- 持道具：那須悟
- 衣裳：桜庭圭三
- メイク：石井倫子
- スチール：森田俊明
- 協力：生田スタジオ
- ロケ協力：浩生会江古田スズキ病院、アルトマン、国際興業株式会社、マザー牧場
- 衣裳協力：グンゼ産業、青山 伊万里
- 記録：石塚早苗
- 演出助手：伊藤貴司
- 制作担当：石矢博
- 演出：小泉勲（よみうりテレビ）
- 制作：サンライフ、よみうりテレビ